# 約爾瓦河
約爾瓦河是俄羅斯的河流，屬於維姆河的右支流，由科密共和國負責管轄，河道全長255公里，流域面積3,440平方公里，河水主要來自融雪。